# Chimarra rafita
Chimarra rafita är en nattsländeart som beskrevs av Roger J. Blahnik 1998. Chimarra rafita ingår i släktet Chimarra och familjen stengömmenattsländor. Inga underarter finns listade i Catalogue of Life.